# گابریل مدینا
گابریل مدینا (پرتغالی: Gabriel Medina؛ زادهٔ ۲۲ دسامبر ۱۹۹۳) موج‌سوار اهل برزیل است.